# Stemonosudis gracilis
Stemonosudis gracilis är en fiskart som först beskrevs av Ege, 1933.  Stemonosudis gracilis ingår i släktet Stemonosudis och familjen laxtobisfiskar. IUCN kategoriserar arten globalt som livskraftig. Inga underarter finns listade i Catalogue of Life.